# Hanibaliano (filho de Constâncio Cloro)
Hanibaliano (em latim: Hannibalianus) foi um membro romano do final do século III ou começo do IV. Era filho do césar Constâncio Cloro (r. 293–306) com sua esposa Flávia Maximiana Teodora, filha de Maximiano ou Afrânio Hanibaliano. Era irmão de Dalmácio, o Censor e Júlio Constâncio e meio-irmão do futuro imperador Constantino (r. 306–337). Como não é citado entre aqueles que foram assassinados no expurgo imperial de 337 em Constantinopla provavelmente já devia estar morto à época.